# Conor Leslie

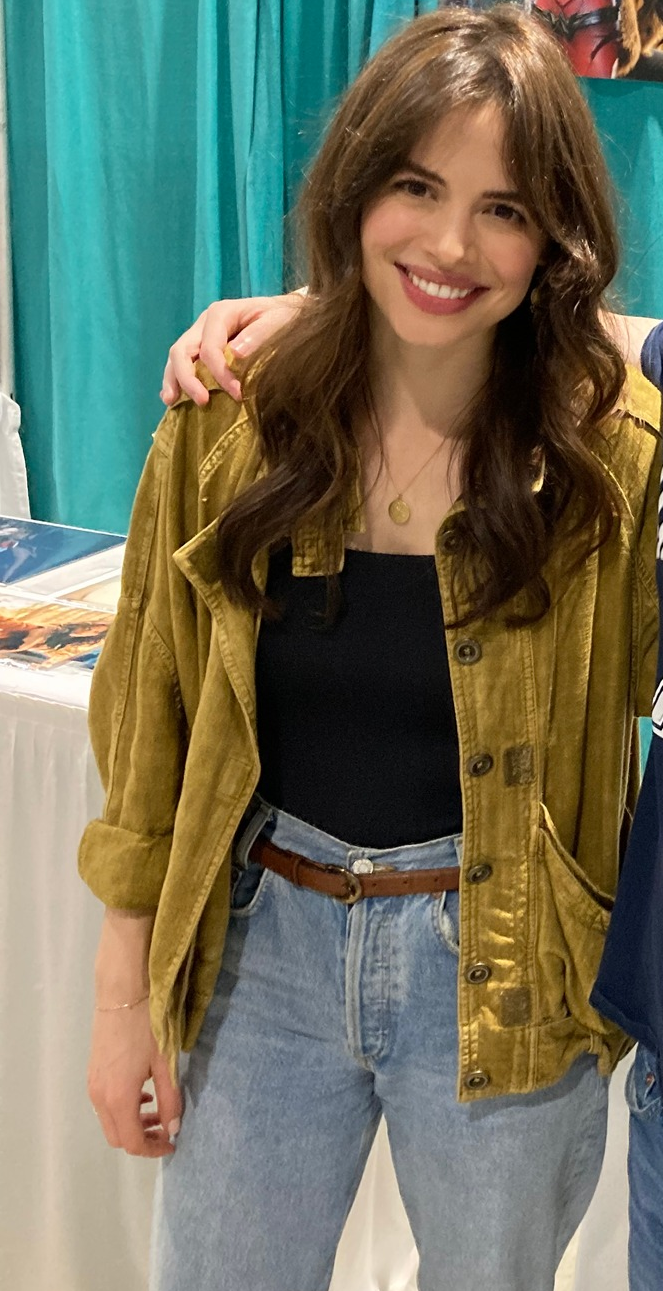
Conor Leslie (2022)

Conor Leslie (ur. 10 kwietnia 1991 w Livingston) – amerykańska aktorka, która wystąpiła m.in. w serialach Człowiek z Wysokiego Zamku, Titans i Graves.

## Filmografia

### Filmy
| Rok  | Tytuł                 | Rola         | Uwagi       |
| ---- | --------------------- | ------------ | ----------- |
| 2010 | Beware the Gonzo      | Amy          |             |
| 2012 | Chained               | Angie        |             |
| 2014 | Parts Per Billion     | Des          |             |
| 2015 | Dirty Beautiful       | Nicole       |             |
| 2015 | Campus Code           | Greta        |             |
| 2017 | Down                  | Amber        | krótkometr. |
| 2020 | Rhye: Helpless        | instruktorka | krótkometr. |
| 2021 | Dark Web: Cicada 3301 | Gwen         |             |

### Telewizja
| Rok             | Tytuł                               | Rola            | Uwagi                   |
| --------------- | ----------------------------------- | --------------- | ----------------------- |
| 2009            | Komisariat drugi                    | Karen Delmonte  | 1 odcinek               |
| 2010            | Prawo i bezprawie                   | Eliza           | 1 odc.                  |
| 2010            | Prawo i porządek: Zbrodniczy zamiar | Mia Caruso      | 1 odc.                  |
| 2010            | 90210                               | Parker          | 1 odc.                  |
| 2011            | Zwykła/niezwykła rodzinka           | Chloe Cotten    | 1 odc.                  |
| 2012            | Widow Detective                     | Amanda Jaworski | niewykorzys. pilot      |
| 2013            | Partnerki                           | panna Barlow    | 1 odc.                  |
| 2013–2014       | Zemsta                              | Bianca          | 3 odc.                  |
| 2014            | Klondike                            | Sabine          | w gł. obsadzie; 6 odc.  |
| 2014            | Hawaii Five-0                       | Kelly Donovon   | 1 odc.                  |
| 2015            | Other Space                         | Natasha         | w gł. obsadzie; 8 odc.  |
| 2015            | Czarna lista                        | Gwen Hollander  | 2 odc.                  |
| 2015–2016, 2018 | Człowiek z Wysokiego Zamku          | Trudy Walker    | 5 odc.                  |
| 2016            | Elementary                          | Molly Parsons   | 1 odc.                  |
| 2016–2017       | Graves                              | Tasha Ludwig    | 4 odc.                  |
| 2017            | Punkt zapalny                       | Sarah Ellis     | w gł. obsadzie; 10 odc. |
| 2017            | Gone                                | Holly Greco     | 1 odc.                  |
| 2018            | Shrimp                              | Sasha           | krótkometr. film TV     |
| 2018–2021       | Titans                              | Donna Troy      | w gł. obsadzie          |